# Стерлегов, Дмитрий Васильевич
Дмитрий Васильевич Стерлегов (1707—1757) — офицер Российского императорского флота, мореплаватель, штурман,  участник Великой Северной экспедиции в составе Обско-Енисейского отряда. Его именем названы пролив Стерлегова в шхерах Минина на северо-западном побережье Таймыра, мыс на полуострове Таймыр и на берегу Харитона Лаптева, морская гидрометеорологическая полярная станция, научно-исследовательское гидрографическое судно.

## Биография
Родился в 1707 году (по другим данным в 1708). Происходил из мелкопоместных дворян, его отец владел только одним двором в селе (ныне в Хлевенском районе Липецкой области).
В феврале 1720 года поступил на подготовительное отделение в Академию морской гвардии в Санкт-Петербурге. В 1721 году был зачислен на основной курс. После окончания академии штурманский ученик Стерлегов семь служил на судах Балтийского флота в Кронштадте и Ревеле, прежде чем 20 (31) мая 1730 года был произведен в подштурманы.
В 1733 году был включён в состав Обско-Енисейского отряда Великой Северной экспедиции под руководством лейтенанта Д. Л. Овцына, имевшей целью обследовать северное побережье от устья Оби до Енисея. 13 (24) мая 1734 год Стерлегов на дубель-шлюпке «Тобол» под командованием Д. Л. Овцына вышел в первое плавание. Во время плавания по Тазовской губе экспедиция попала в сильный шторм. «Тобол» лишился руля и повредил лапы якорей. 5 августа экспедиция достигла 70°4′ северной широты в Обской губе и повернула обратно. На обратном пути Овцын послал на ялботе команду во главе со Стерлеговым и геодезистом Выходцевым для описи Обской губы, но не достигнув моря, ялбот был раздавлен льдинами, люди едва спаслись и с большими трудностями вернулись в Обдорск.
Летом 1735 года Стерлегов принял участие во втором походе Д. Л. Овцына, который также оказался неудачным. Экипаж «Тобола» не смог из-за льдов дойти до устья Обской губы. Большинство членов экипажа заболело цингой, четверо умерло, осталось 12 человек, которые могли нести вахту. Только в октябре экспедиция вернулась в Тобольск. 23 мая (3 июня) 1736 года Стерлегов на «Тоболе» вновь вышел в плавание под руководством Д. Овцына. Выйдя к устью Оби «Тобол» был остановлен дрейфующими льдами, дальнейший выход в Карское море из Обской губы был невозможен. Экипаж повернул обратно и зазимовал в Обдорске. В ходе плавания экспедиция проводила опись берегов, промеры глубин, составляла карты.
В 1737 году Стерлегов плавал на боте «Обь-Почтальон» (командир Д. Овцын). 29 июля бот «Обь-Почтальон» и дубель-шлюпка «Тобол» (командир И. Н. Кошелев) вышли из Обской губы в Северный Ледовитый океан. У 74°2′ северной широты экспедиция увидела льды. 16 августа обогнули мыс Матте-Сале и повернули в Енисейскую губу, 31 августа, пройдя через Гыданский залив, достигли устья Енисея, где встретили сухопутную партию экспедиции. Во время плавания члены экспедиции проводили опись побережья и составляли карты новых мест. Перед самым ледоставом Овцын завёл бот в устье реки Ангутихи, где отряд и зазимовал.
С конца 1737 года Стерлегов участвовал в работе Обско-Енисейского отряда под руководством штурмана Ф. А. Минина. 1 (12) января 1738 год Стерлегов был произведён в штурманы, 18 июня 1738 года вышел на боте «Обь-Почтальон» из Туруханска с составе команды из 26 человек. Согласно инструкции Адмиралтейств-коллегии, экспедиция должна была провести опись берегов от Енисейского залива до реки Хатанга вокруг полуострова Таймыр и соединиться с Ленским-Енисейским отрядом. Спустившись по Енисею, бот был остановлен 8 августа непроходимыми льдами около мыса Ефремов Камень. Минин послал своего помощника Стерлегова на ялботе для разведки ледовой обстановки. Стерлегов достиг 73°14′ северной широты, провёл съёмку Бреховских островов в устье Енисея и поставил на мысе Двухмедвежьем доску с надписью: «1738 году августа 22 дня мимо сего мыса, именуемого Енисея Северо-восточного на боту Оби Почтальоне от флота штурман Федор Минин прошел к осту оной в ширине 73°14′». Минин повернул бот обратно и 19 сентября стал на зимовку на берегу реки Курья.
Участвовал в летней кампании 1739 года. Из-за нераспорядительности местной администрации Туруханска, которая не смогла подготовить в срок продовольствие для экспедиции, кампания не принесла результатов. В конце января 1740 года Минин отправил Стерлегова в сухопутную экспедицию к востоку от Енисея. Команда Стерлигова прошла на собачьих упряжках вдоль морского берега на восток до широты 75°29' с. ш. и провела съёмку западного берега полуострова Таймыр (от мыса Северо-Восточный до мыса Стерлегова). Далее из-за снежной слепоты, отсутствия продовольствия и топлива, была вынуждена повернуть обратно к устью реки Пясины. Летом 1740 года Минин сделал последнюю безуспешную попытку обойти на боте «Обь-Почтальон» полуостров Таймыр. 25 июня он вышел из Туруханска, 21 августа дойдя до широты около 75°15', Минин не рискнул пробиваться далее из-за холодов и недостатка продовольствия. Бот повернул назад и в конце сентября остановился на зимовку в устье реки Дудинки. Летом 1741 года Минин прибыл в Енисейск и послал Стерлегова отчётом в Санкт-Петербург. 
Прибыв в столицу, 3 (14) декабря 1741 года был произведён в мичманы. Подал в Адмиралтейств-коллегию жалобу на штурмана Минина, обвинив его в пьянстве, жестокости и самоуправстве (в 1749 году Минин был отдан под суд и разжалован в матросы на два года).
3 (14) октября 1751 года Стерлегов был произведён в лейтенанты, но 5 (16) июня 1752 года разжалован в мичманы унтер-офицерского ранга. 18 (29) марта 1756 года был произведён в унтер-лейтенанты.

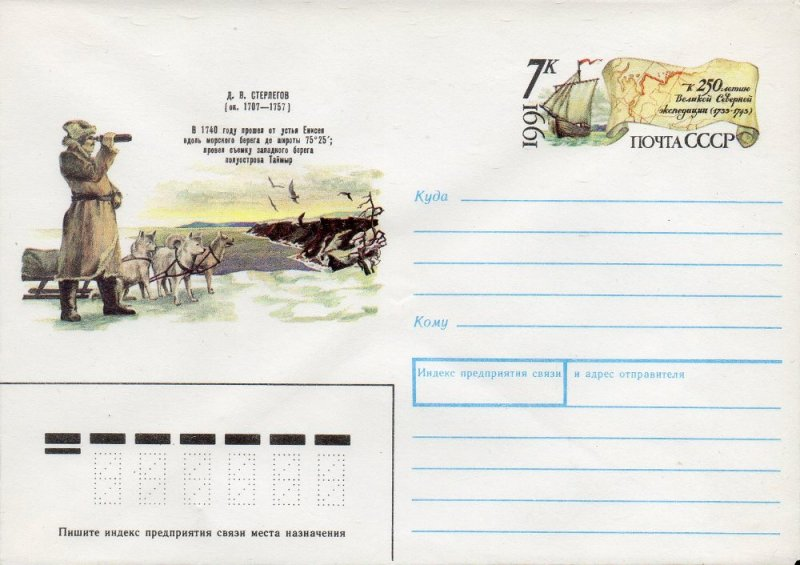
Почтовый конверт с оригинальной маркой СССР, посвященный Д. В. Стерлегову (художник Ю. Жуков). К 250-летию Великой Северной экспедиции (1733—1743)

Умер Дмитрий Васильевич Стерлегов 9 (20) ноября 1757 года.

## Память
Именем Дмитрия Васильевича Стерлегова названы:
- мыс Стерлегова на западном берегу полуострова Таймыр в заливе Толля, назван в 1919 году полярным исследователем Р. Амундсеном[15][16];
  - морская гидрометеорологическая полярная станция им. Стерлегова (была открыта в 1934 году), ранее называвшаяся «Мыс Стерлегова»[17];
- мыс на берегу Харитона Лаптева, достигнутый Д. Стерлеговым в 1740 году, назван в 1851 году морским историком А. Соколовым[15][16];
- пролив Стерлегова между островом Песцовый (Плавниковые острова) и полуостровом Рыбном в шхерах Минина на северо-западном побережье Таймыра, назван в 1965 году гидрографом В. А. Троицким[15][16];
- научно-исследовательское гидрографическое судно «Дмитрий Стерлегов» (построено в 1971 году, списано в 1995 году)[18];
- в 1991 году Министерство связи СССР выпустило почтовый конверт с оригинальной маркой, посвященный Д. В. Стерлегову (художник Ю. Жуков)[19].

### Комментарии
1. ↑  Ялбот — короткая широкая шлюпка с полными обводами и транцевым кормовым срезом.
2. ↑  В 1922 году эту доску обнаружил полярник Н. А. Бегичев и передал её на хранение в Русское географическое общество в Петрограде.